# Glória Menezes
Nilcedes Soares de Magalhães, conhecida como Glória Menezes (Pelotas, 19 de outubro de 1934), é uma atriz brasileira. Ao longo da carreira na televisão e no cinema, recebeu quatro Troféus Imprensa, um Prêmio APCA e um Mambembe, entre outros. Em 2004 foi laureada com o Troféu Mário Lago pelo seu conjunto da obra.
Foi casada durante 59 anos com o ator Tarcísio Meira, um dos casamentos mais duradouros da televisão brasileira, até a morte dele em agosto de 2021.

## Biografia
O nome verdadeiro de Glória Menezes é Nilcedes, resultado da junção dos nomes de seu pai, José Nilo e de sua mãe, Mercedes. De ascendência portuguesa, sua família mudou-se de Pelotas para São Paulo quando ela tinha seis anos. Na capital paulista, cursou a Escola de Arte Dramática da Universidade de São Paulo e montou um grupo de teatro chamado Jovens Independentes. Sua carreira profissional teve início na TV Tupi de São Paulo em 1959, na novela “Um Lugar ao Sol”, sob direção de Dionísio Azevedo. Em 1961, atuou da radionovela Uma Pires Camargo, onde conheceu Tarcísio Meira. Em 1962, começaram a namorar. No mesmo ano, já casada com Tarcísio, participou do filme O Pagador de Promessas ao lado de Leonardo Vilar e Anselmo Duarte. Em 1963, ao lado de Tarcísio Meira, protagonizou a primeira novela diária da televisão brasileira, 2-5499 Ocupado, transmitida pela TV Excelsior.
Considerada uma das principais atrizes da televisão brasileira, interpretou diversos personagens marcantes durante sua trajetória na TV, como a mulher de muitas personalidades Maria de Lara, Diana e Marcia em Irmãos Coragem (1970) e a mulher do povo Ana Preta em Pai Herói (1979), ambas de Janete Clair; as românticas Jordana em Jogo da Vida (1981) e Roberta Leone em Guerra dos Sexos (1983), a vilã Laurinha de Albuquerque Figueroa em Rainha da Sucata (1990), a divertida Bárbara Bueno em Deus nos Acuda (1992), a corajosa Júlia Braga em A Próxima Vítima (1995) e a rica Marta Toledo em Torre de Babel (1998), todas do autor Silvio de Abreu; a ambiciosa Teresa Fraga Dantas de Corpo a Corpo (1984) de Gilberto Braga; a brega Rosemere da Silva em Brega e Chique (1987) de Cassiano Gabus Mendes; a aristocrata baronesa de Bonsucesso (Laura Correia de Andrade e Couto) em Senhora do Destino, de Aguinaldo Silva; a ingênua Irene Fontini em A Favorita (2008), de João Emanuel Carneiro, e a divertida socialite Stelinha Alcântara, em Totalmente Demais, de Rosane Svartman e Paulo Halm.

## Vida pessoal
Glória foi casada com o ator Tarcísio Meira desde 1962, um dos casamentos mais duradouros entre atores no Brasil. Dessa união nasceu o também ator Tarcísio Filho, único filho do casal. Glória tem outros dois filhos, João Paulo e Maria Amélia, de um casamento anterior, arranjado pela família quando ela tinha dezoito anos, com um primo. Esse casamento já havia terminado quando Glória e Tarcísio se conheceram, em 1961.
Glória e Tarcísio tiveram seus contratos encerrados com a Rede Globo em 11 de setembro de 2020, depois de 52 anos na emissora, e se aposentaram. O último trabalho de Glória na Globo havia sido na novela Totalmente Demais, em 2015.
Após a aposentadoria, o casal passou a morar em uma fazenda de criação de gado e plantações em Porto Feliz, no interior de São Paulo. O casal já estava vivendo na propriedade durante a quarentena por conta da pandemia de COVID-19. Em 16 de março de 2021 receberam a segunda dose da vacina contra a COVID-19 em Porto Feliz. A primeira dose havia sido aplicada em 16 de fevereiro, também no município. Em 6 de agosto foram internados no hospital Albert Einstein em São Paulo, após confirmação do diagnóstico de COVID-19. Segundo boletim do hospital, divulgado em 10 de agosto, a atriz encontrava-se no quarto em processo de remoção do oxigênio nasal. Ela recebeu alta  em 16 de agosto, quatro dias após a morte do marido, que morreu por complicações da doença.

## Filmografia

### Televisão
| Ano     | Trabalho/Obra               | Personagem                                               | Notas                           |
| ------- | --------------------------- | -------------------------------------------------------- | ------------------------------- |
| 1959    | Um Lugar ao Sol             | Eloá                                                     |                                 |
| 1960    | Há Sempre o Amanhã          | Lucy                                                     |                                 |
| 1960–62 | TV de Comédia               | Várias personagens                                       |                                 |
| 1960–62 | TV de Vanguarda             | Várias personagens                                       |                                 |
| 1962    | A Estranha Clementine       | Clementine                                               |                                 |
| 1963    | 2-5499 Ocupado              | Emily                                                    |                                 |
| 1964    | Uma Sombra em Minha Vida    | Maria Rosa                                               |                                 |
| 1965    | A Deusa Vencida             | Cecília Maciel                                           |                                 |
| 1965    | Pedra Redonda, 39           | Jane                                                     |                                 |
| 1966    | Almas de Pedra              | Cristina Ramalho                                         |                                 |
| 1966    | As Minas de Prata           | Zana                                                     |                                 |
| 1967    | O Grande Segredo            | Marta / Ana Célia                                        |                                 |
| 1967    | Sangue e Areia              | Doña Sol                                                 |                                 |
| 1968    | Passo dos Ventos            | Vivian Chevalier                                         |                                 |
| 1969    | Rosa Rebelde                | Rosa Malena / Simone Grandet                             |                                 |
| 1970    | Irmãos Coragem              | Maria de Lara Barros Lemos (Lara) / Diana / Márcia       |                                 |
| 1971    | O Homem Que Deve Morrer     | Ester                                                    |                                 |
| 1971    | Caso Especial               | Marina                                                   | Episódio: "O Crime do Silêncio" |
| 1972    | Caso Especial               | Marina (adulta)                                          | Episódio: "Meu Primeiro Baile"  |
| 1972    | Caso Especial               | Guida Figueiredo                                         | Episódio: "A Dama das Camélias" |
| 1973    | O Semideus                  | Ângela                                                   |                                 |
| 1973    | Cavalo de Aço               | Miranda                                                  |                                 |
| 1975    | O Grito                     | Marta Mourão                                             |                                 |
| 1977    | Espelho Mágico              | Leila Lombardi                                           |                                 |
| 1979    | Pai Herói                   | Ana Maria Garcia (Ana Preta)                             |                                 |
| 1981    | Jogo da Vida                | Jordana Ramos Cruz Vieira                                |                                 |
| 1983    | Guerra dos Sexos            | Roberta Leone                                            |                                 |
| 1984    | Corpo a Corpo               | Tereza Fonseca                                           |                                 |
| 1987    | Brega & Chique              | Rosemere Fátima de Moraes Silva Francis                  |                                 |
| 1988    | Tarcísio & Glória           | Ava Becker                                               |                                 |
| 1990    | Rainha da Sucata            | Laura Albuquerque Figueroa (Laurinha)                    |                                 |
| 1991    | Xuxa e a Fábrica de Ilusões | Ela mesma                                                | Especial de fim de ano          |
| 1992    | Deus Nos Acuda              | Bárbara Silveira Bueno (Baby Bueno)                      |                                 |
| 1995    | A Próxima Vítima            | Júlia Braga                                              |                                 |
| 1996    | Vira Lata                   | Stella Beatriz Gouveia Visconti                          |                                 |
| 1998    | Torre de Babel              | Marta Toledo                                             |                                 |
| 2001    | Porto dos Milagres          | Clotilde Marimbás (Dona Coló)                            | Episódios: "5–28 de fevereiro"  |
| 2002    | O Beijo do Vampiro          | Zoroastra Marques                                        |                                 |
| 2004    | Um Só Coração               | Camila Matarazzo                                         |                                 |
| 2004    | Da Cor do Pecado            | Kiki de Queensbürg                                       | Episódios: "7–9 de fevereiro"   |
| 2004    | Senhora do Destino          | Laura Correia de Andrade e Couto, Baronesa de Bonsucesso |                                 |
| 2006    | Páginas da Vida             | Amália Fragoso Martins de Andrade (Lalinha)              | Episódios: "10–21 de julho"     |
| 2008    | A Favorita                  | Irene Fontini                                            |                                 |
| 2010    | Cama de Gato                | Ela mesma                                                | Episódio: "9 de abril"          |
| 2012–13 | Louco por Elas              | Violeta Corrêa Santiago                                  |                                 |
| 2014    | Joia Rara                   | Pérola Fonseca Hauser (adulta)                           | Episódio: "4 de abril"          |
| 2015    | Totalmente Demais           | Stela Carneiro de Alcântara (Stelinha)                   |                                 |
| 2018    | Tá no Ar: a TV na TV        | Ela mesma                                                | Episódio: "20 de janeiro"       |
| 2020    | Os Casais que Amamos        | Ela mesma                                                | Episódio: "1"                   |
| 2025    | Tributo                     | Ela Mesma                                                | Episódio: "Glória Menezes"      |

### Cinema
| Ano  | Título                    | Papel                                    |
| ---- | ------------------------- | ---------------------------------------- |
| 1962 | O Pagador de Promessas    | Rosa                                     |
| 1964 | Lampião, o Rei do Cangaço | Açucena                                  |
| 1969 | Máscara da Traição        | Cristina                                 |
| 1972 | Independência ou Morte    | Marquesa de Santos                       |
| 1973 | O Descarte                | Cláudia Land                             |
| 1979 | O Caçador de Esmeraldas   | Maria Betim                              |
| 1984 | Para Viver um Grande Amor | Olga                                     |
| 2006 | Se Eu Fosse Você          | Vivian Medeiros de Albuquerque (Vivinha) |

## Teatro
Fonte: Itaú Cultural
- 1957 - Devoção à Cruz, de Henry Gheon
- 1960 - As Feiticeiras de Salém, de Arthur Miller
- 1966 - Júlio César, de William Shakespeare
- 1968 - Linhas Cruzadas, de Alan Ayckbourn
- 1976 - Tudo Bem no Ano Que Vem, de Bernard Slade
- 1983 - Toma lá, dá cá, de Neil Simon
- 1986 - Um Dia Muito Especial, de Ettore Scola
- 1991 - O Duplo, de Domingos Oliveira
- 1996 - E Continua Tudo Bem, de Bernard Slade
- 2000 - Jornada de um Poema, de Margaret Edson
- 2008–2016 - Ensina-me a Viver, de Colin Higgins